# Montu
(Stele di Bentresh)

Montu

Montu è una divinità della religione egizia. Era il dio-falco della guerra, incarnazione della vitalità conquistatrice del faraone, particolarmente venerato nell'Alto Egitto e nel distretto di Tebe, benché originario del Delta. Il suo nome è solitamente traslitterato dai geroglifici come Mntw (a causa dell'ambiguità delle traslitterazioni dei geroglifici egizi, il dio è anche chiamato Mont, Monthu, Montju, Mentu o Menthu) e significa "Nomade".

## Ruolo e caratteristiche
| mn · n · T | w |

| mn · n · T | w |

Divinità estremamente antica, rappresentava (come ad esempio Sekhmet) il calore incandescente e bruciante del sole, Ra - motivo per cui era talvolta appellato Montu-Ra. Questa caratteristica distruttiva lo portò a essere adorato come una delle principali divinità della guerra. Gli egizi pensavano che aggredisse i nemici di Maat (cioè della verità, dell'ordine cosmico), ispirando al contempo valorose imprese belliche. È possibile che Montu-Ra e Atum-Ra simboleggiassero le due regalità, rispettivamente, dell'Alto e del Basso Egitto. A motivo della associazione della "furia" dei tori con la forza e la guerra, gli egizi credevano anche che Montu si manifestasse come toro bianco dal muso nero, designato come Buchis (ellenizzazione dell'originale Bakha) e venerato, vivente, a Ermonti, al punto che, nel Periodo tardo, Montu fu raffigurato anche con testa di toro. Questo speciale toro sacro aveva decine di servitori e indossava corone e pettorali preziosi. Oltre alla assimilazione "solare" con Ra e Atum, Montu fu anche equiparato a Seth, dio della violenza e del caos - forse proprio per controbilanciarne una circostanziale negatività.
Nell'arte egizia, Montu era raffigurato come un uomo dalla testa di falco o dalla testa di toro, con il capo sormontato dal disco solare (a ricordo del suo legame concettuale con Ra) e due piume: il falco come simbolo del cielo, il toro come simbolo della forza e della guerra; poteva inoltre impugnare varie armi come una spada ricurva, una lancia, arco e frecce oppure coltelli (questa iconografia di Montu in armi ebbe vasta diffusione nel Nuovo Regno).
Sua madre era considerata Ciernenet, una dea del cielo, mentre fra le sue mogli vi erano Tenenet, Iunit e Rattaui (paredra di Ra). Era anche venerato come uno dei patroni della città di Tebe e delle sue fortezze. I sovrani della XI dinastia scelsero Montu come divinità protettrice e dinastica, inserendolo nei propri nomi: ad esempio, quattro faraoni della XI dinastia si chiamarono Mentuhotep, che significa "Montu (Mentu) è contento". I greci lo associarono al loro dio della guerra Ares - anche se non mancò una sua assimilazione ad Apollo, probabilmente per la solarità che lo contraddistingueva.

## Montu e i faraoni in guerra

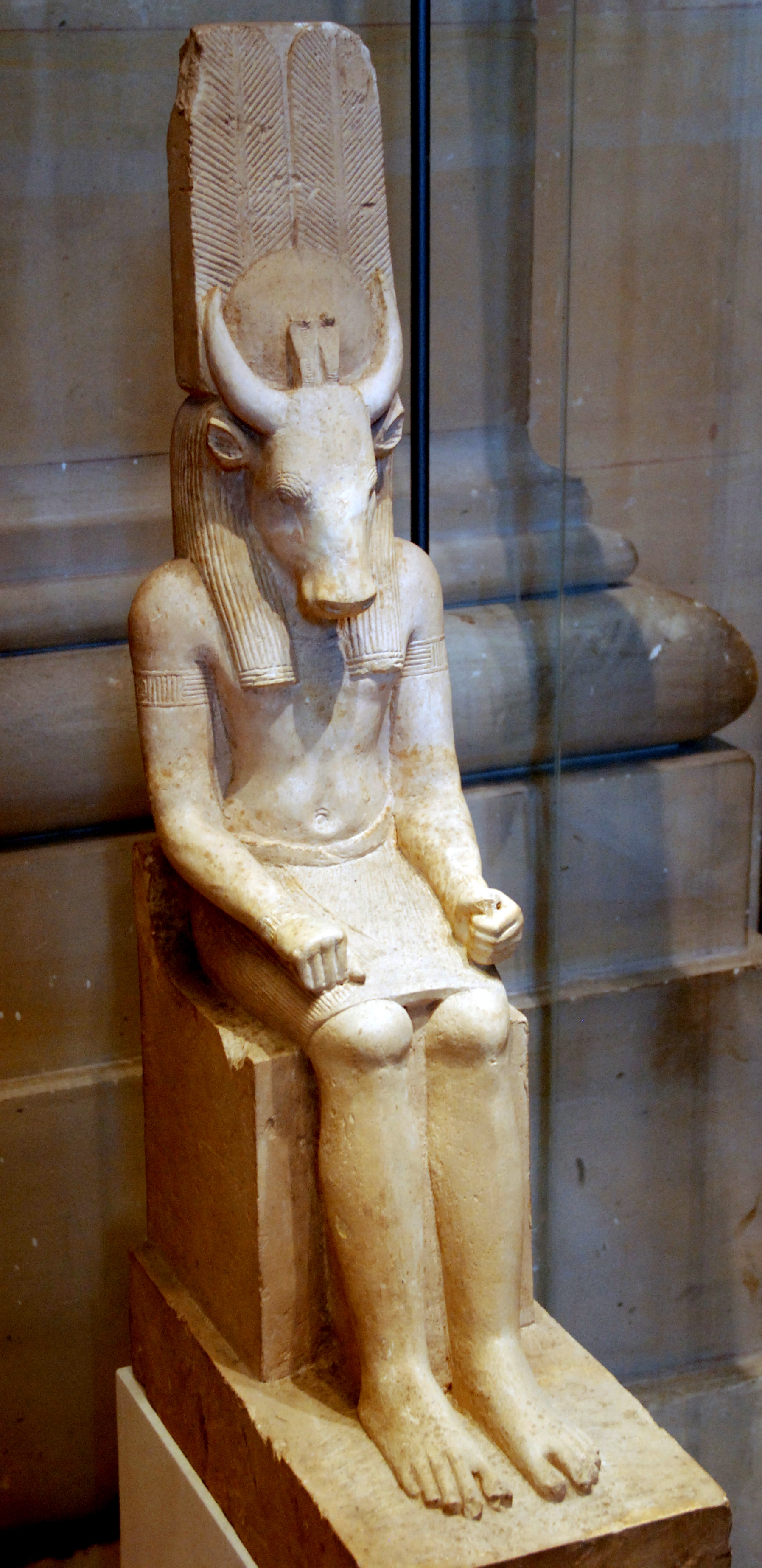
Statua di Montu con testa di toro (simbolo di valore in guerra). Museo del Louvre, Parigi.

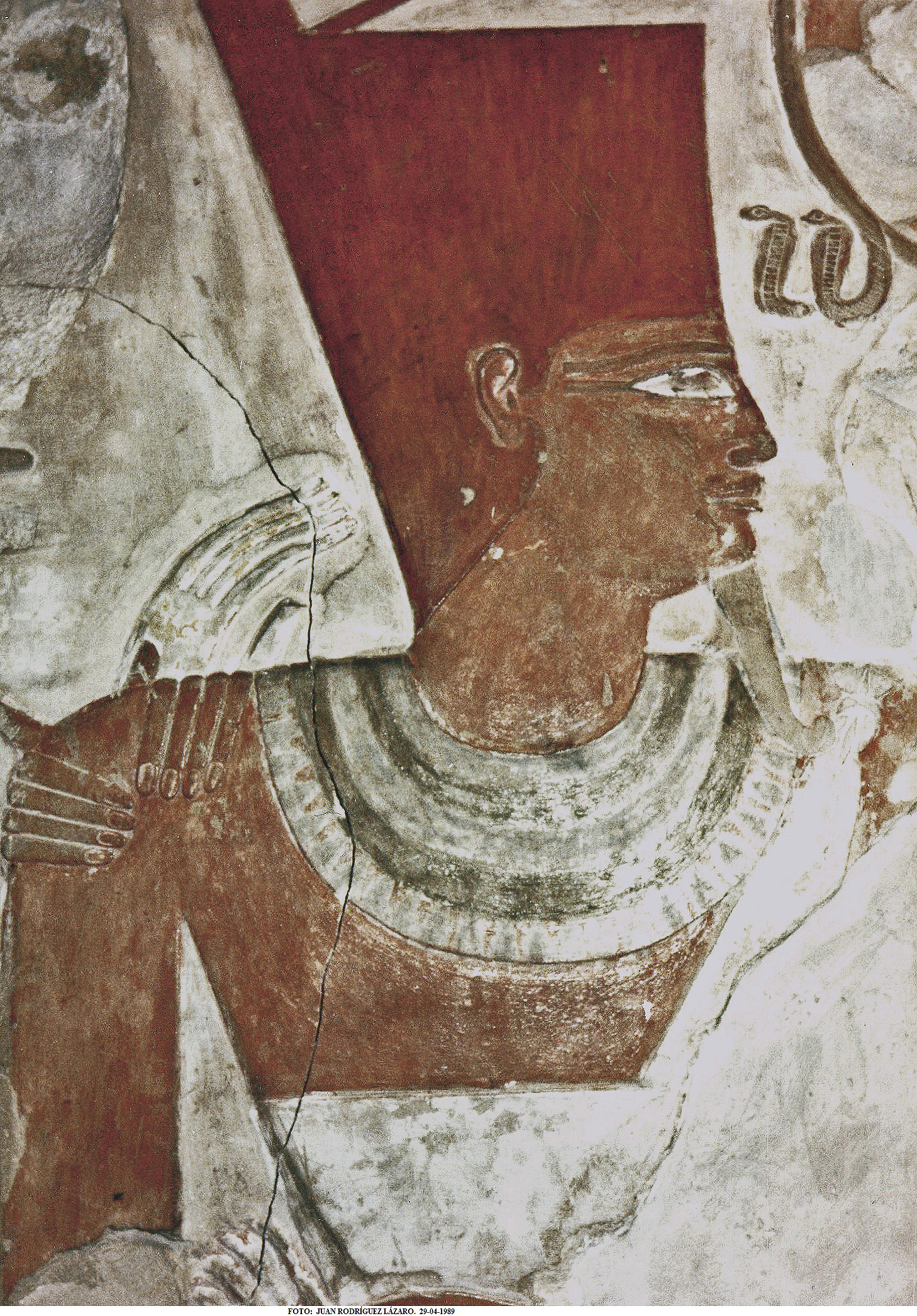
Mentuhotep II, fondatore della XI dinastia e grande fautore del culto di Montu, in una pittura nel proprio Tempio funerario a Deir el-Bahari.

Il culto di questo dio militare godette di sommo prestigio con i faraoni della XI dinastia, le cui imprese espansionistiche, coronate da successi militari, portarono, intorno al 2055 a.C., alla riunificazione dell'Egitto, alla fine di un periodo di caos noto come Primo periodo intermedio (ca. 2180 - 2055 a.C.) e a una nuova epoca di grandezza per il Paese: il Medio Regno (ca. 2050 - 1650 a.C.), periodo nel quale Montu assurse al ruolo di dio supremo - per poi essere gradualmente surclassatato dall'altro dio tebano Amon, destinato a divenire la divinità più importante del pantheon. A partire soprattutto dalla XI dinastia, Montu fu considerato il simbolo del faraoni nel loro ruolo di dominatori, conquistatori e vincitori, nonché loro ispiratore sul campo di battaglia. Le armate erano sormontate dalle insegne dei "quattro Montu" (Montu di Tebe, di Ermonti, di Medamud e di Tod) intenti a calpestare e trafiggere il nemico con una lancia.
Un'ascia cerimoniale da battaglia, appartenente al corredo funebre della regina Ahhotep II, vissuta a cavallo tra le XVII e la XVIII dinastia, rappresenta Montu come un fiero grifone alato - iconografia chiaramente influenzata dalla stessa origine siriaca cui si ispirò l'arte minoica di Cnosso.

I più grandi faraoni-guerrieri della storia egizia si attribuirono regolarmente il titolo di "Toro Possente" o "Montu dal forte braccio", considerandosi inoltre figli di Montu, cui tributarono un culto speciale. Thutmose III (1479 - 1425 a.C:), notevole condottiero, fu descritto "un valoroso Montu sul campo di battaglia". Un'iscrizione di suo figlio Amenofi II (1427 - 1401 a.C.) ricorda che il faraone, diciottenne, era in grado di scagliare frecce attraverso bersagli di rame mentre guidava un carro da guerra, commentando che aveva l'abilità e la forza di Montu. Il nipote di quest'ultimo, Amenofi III il Magnifico (ca. 1388 - 1350 a.C.), si definì "Montu dei Re". Nel famoso resoconto della Battaglia di Qadeš (maggio 1275 a.C.), Ramses II il Grande (1279 - 1213 a.C.), che amava definirsi "Montu delle Due Terre", fece scrivere:   
(Poema di Pentaur)
Sotto l'effimera XXIX dinastia (IV secolo a.C.) il culto di Montu raggiunse un nuovo apogeo, una volta che gli adoratori di Amon ebbero ripiegato sulla lontana Meroe, in Nubia.

## Templi

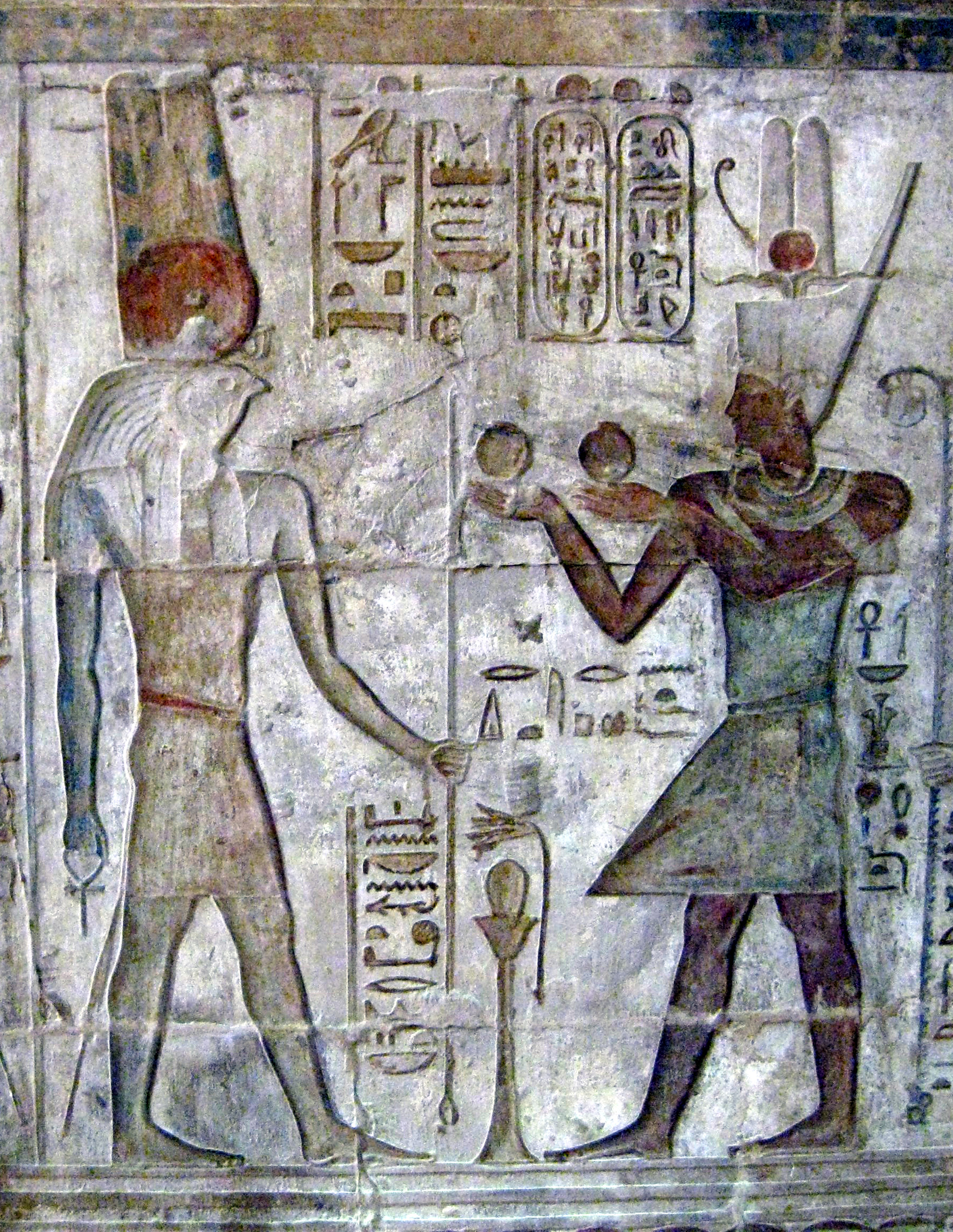
Montu adorato dal faraone Tolomeo IV (222 - 204 a.C.) in un rilievo nel Tempio "Sede della Verità" di Deir el-Medina.

### Medamud
Il complesso sacro del Tempio di Montu a Medamud, l'antica Medu, meno di 5 chilometri a nord-est dell'odierna Luxor, fu edificato dal grande faraone Sesostri III della XII dinastia (1879 - 1846 a.C.), probabilmente su un preesistente luogo sacro dell'Antico Regno. Il cortile del tempio era adibito a dimora per il sacro toro vivente Buchis, venerato come incarnazione di Montu. L'accesso principale era rivolto a nord-est, mentre un lago sacro si trovava probabilmente sul lato occidentale del perimetro del santuario. L'edificio consisteva in due distinte sezioni contigue, forse un tempio a nord e un tempio a sud (abitazioni dei sacerdoti). La costruzione era edificata in mattoni crudi, mentre la parte più interna, dove era collocata la cella per il culto della divinità, era realizzata in pietra intagliata. Il complesso templare di Medamud subì importanti restauri e rifacimenti durante il Nuovo Regno e in epoca greco-romana.

### Ermonti

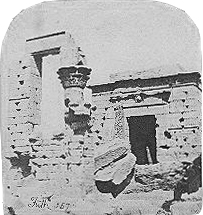
Le rovine del Tempio di Ermonti in una fotografia ottocentesca.

A Ermonti, antica Iuni, esisteva un imponente Tempio a Montu almeno fin dalla XI dinastia, forse originaria proprio di Ermonti. Mentuhotep II è il primo suo costruttore noto con certezza. Importanti aggiunte vi furono durante la XII dinastia e nel Nuovo Regno. Distrutto nel Periodo tardo (VII - IV secolo a.C.), un nuovo Tempio fu iniziato da re Nectanebo II e continuato dai Tolomei. Nel I secolo a.C., Cleopatra VII e suo figlio, il giovanissimo Tolomeo XV Cesarione, vi fecero edificare un mammisi e un laghetto sacro. L'edificio rimase visibile fino al 1861, quando fu demolito per riutilizzarne i materiale nella costruzione di uno zuccherificio; comunque, incisioni, stampe e studi precedenti  (per esempio la napoleonica Description de l'Égypte) permettono di apprezzarne l'aspetto. Solo i resti del pilone di Thutmose III sono ancora visibili, oltre alle rovine di due ingressi, uno dei quali fu costruito sotto l'imperatore romano e faraone Antonino Pio, nel II secolo d.C. Nel grande complesso di Ermonti, inoltre, si trovava il Bucheum, necropoli dei sacri tori Buchis; la prima sepoltura del toro Buchis in questa necropoli speciale risale al regno di Nectanebo II (ca. 340 a.C.), mentre l'ultima vi avvenne ai tempi dell'imperatore e faraone Diocleziano (ca. 300 d.C.). 

### Karnak e Uronarti
Nel grande Complesso templare di Karnak, a nord del monumentale Tempio di Amon, Amenofi III fece erigere un recinto sacro a Montu. Durante il Nuovo Regno, templi maestosi furono costruiti per Montu nella città di Ermonti, il cui nome greco (Hermonthis) significa "Terra di Montu". Un altro tempio gli fu dedicato presso la fortezza di Uronarti, nel Medio Regno (XIX secolo a.C.).

## Galleria d'immagini

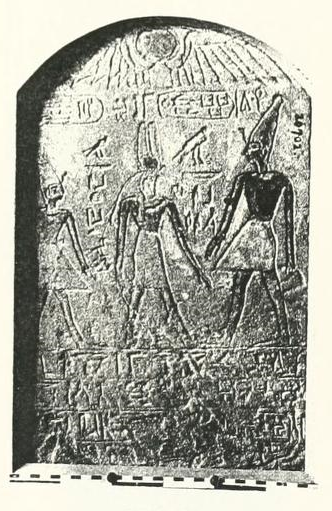
Stele raffigurante il grande faraone-guerriero Sesostri III (1879 - 1846 a.C.), al cospetto di Montu. Museo egizio del Cairo.
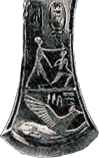
Montu, come grifone, su un'ascia (cerimoniale) da guerra raffigurante un altro grande faraone-guerriero, Ahmose I (1549 - 1524 a.C.), che abbatte un nemico.
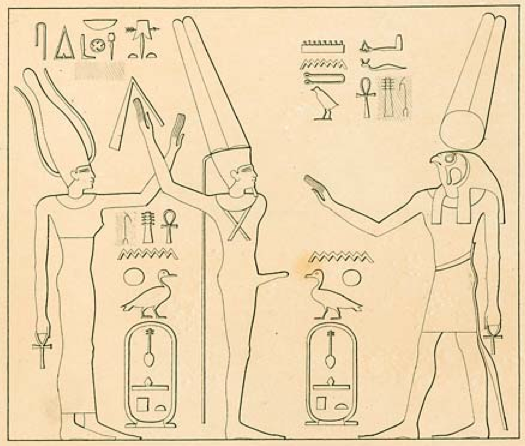
Riproduzione di un petroglifo di Konosso raffigurante, da sinistra, Satet, dalle corna di gazzella, Min, dio itifallico, e Montu con i cartigli di re Neferhotep I della XIII dinastia egizia.
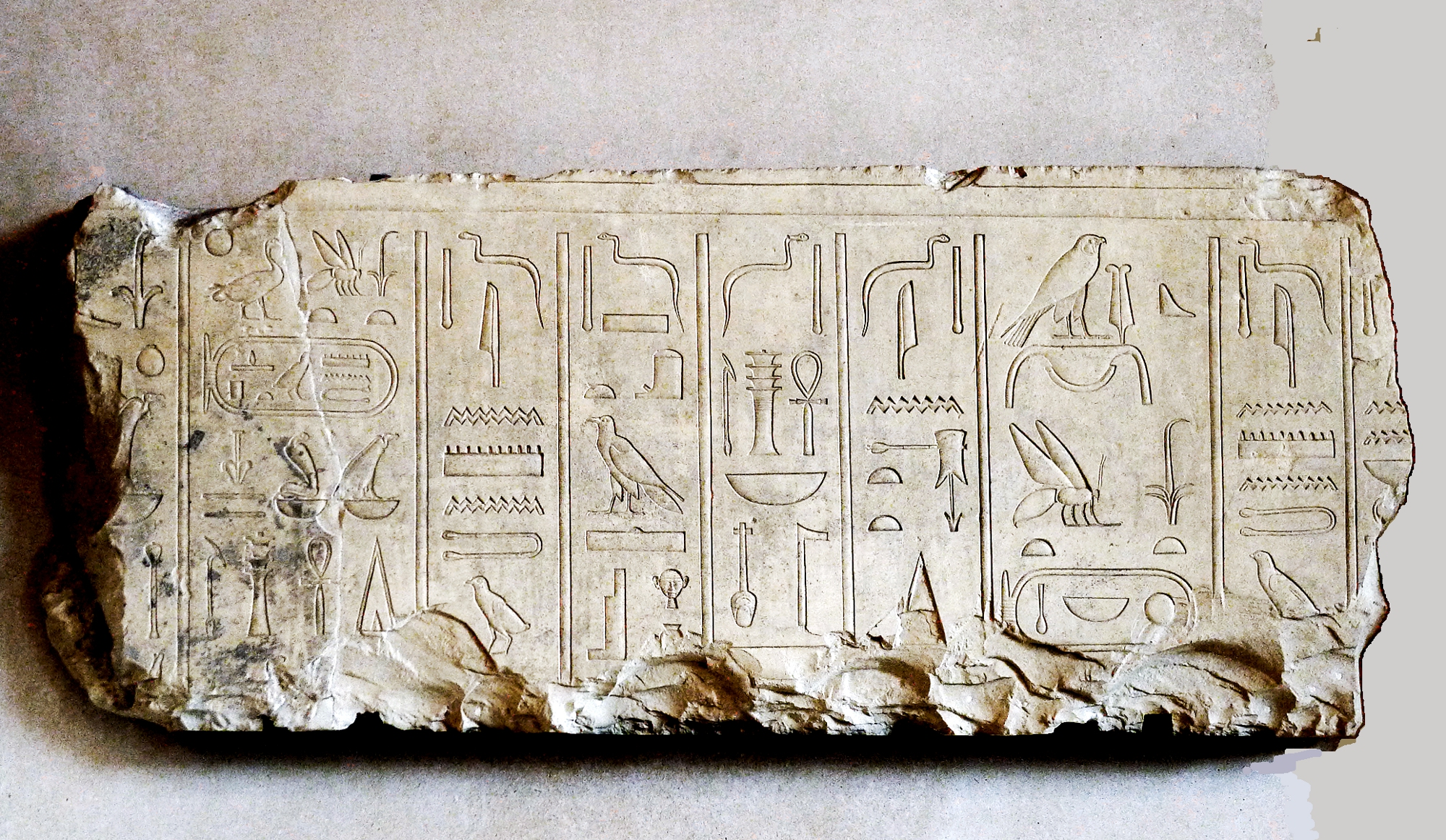
Frammento di architrave del Tempio di Montu a Tod con un'iscrizione che menziona Montu e la dea Satet, risalente al regno di Mentuhotep II. Museo del Louvre, Parigi.
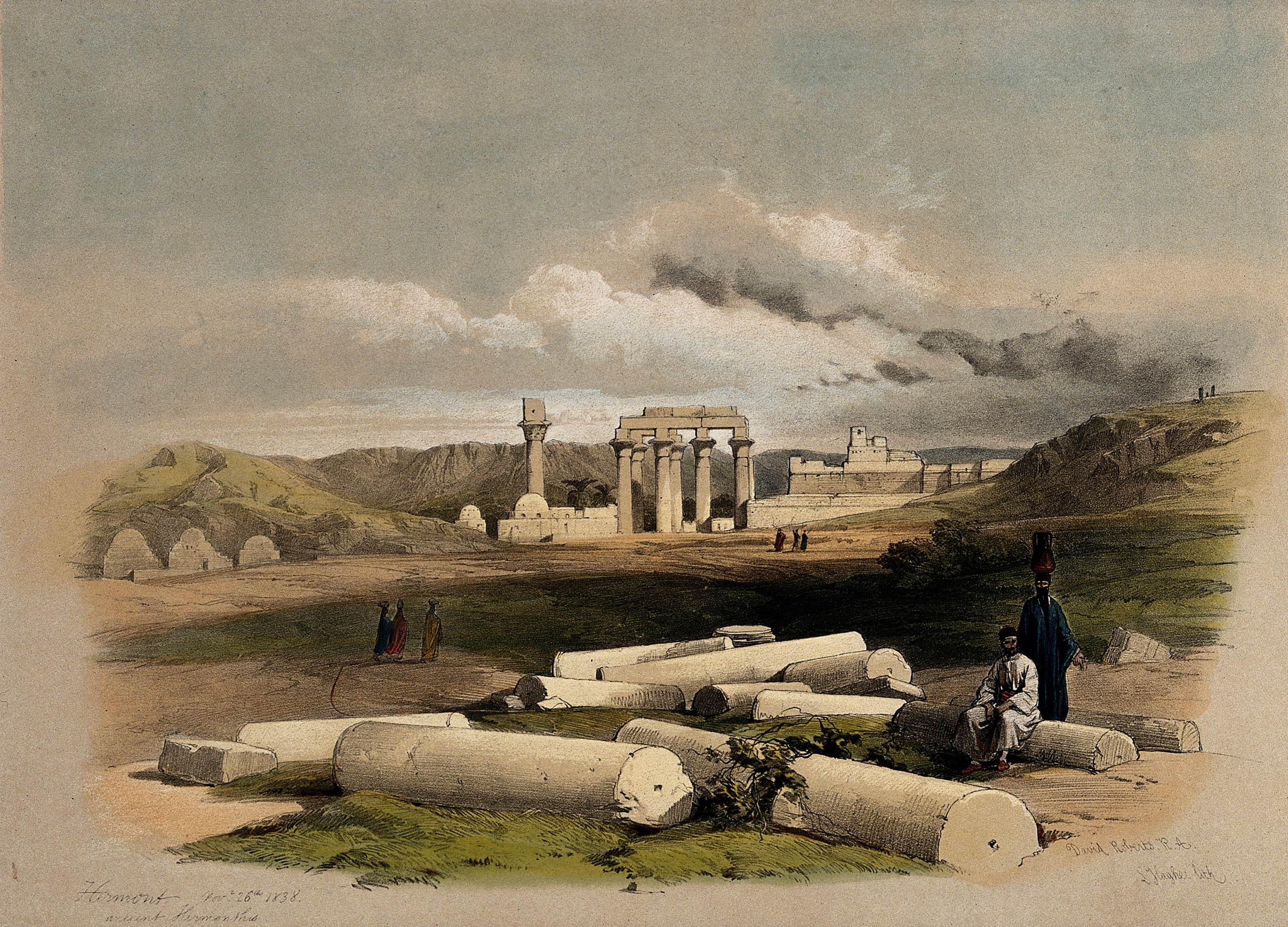
Le rovine del Tempio di Montu a Ermonti in un acquerello di David Roberts (1849).
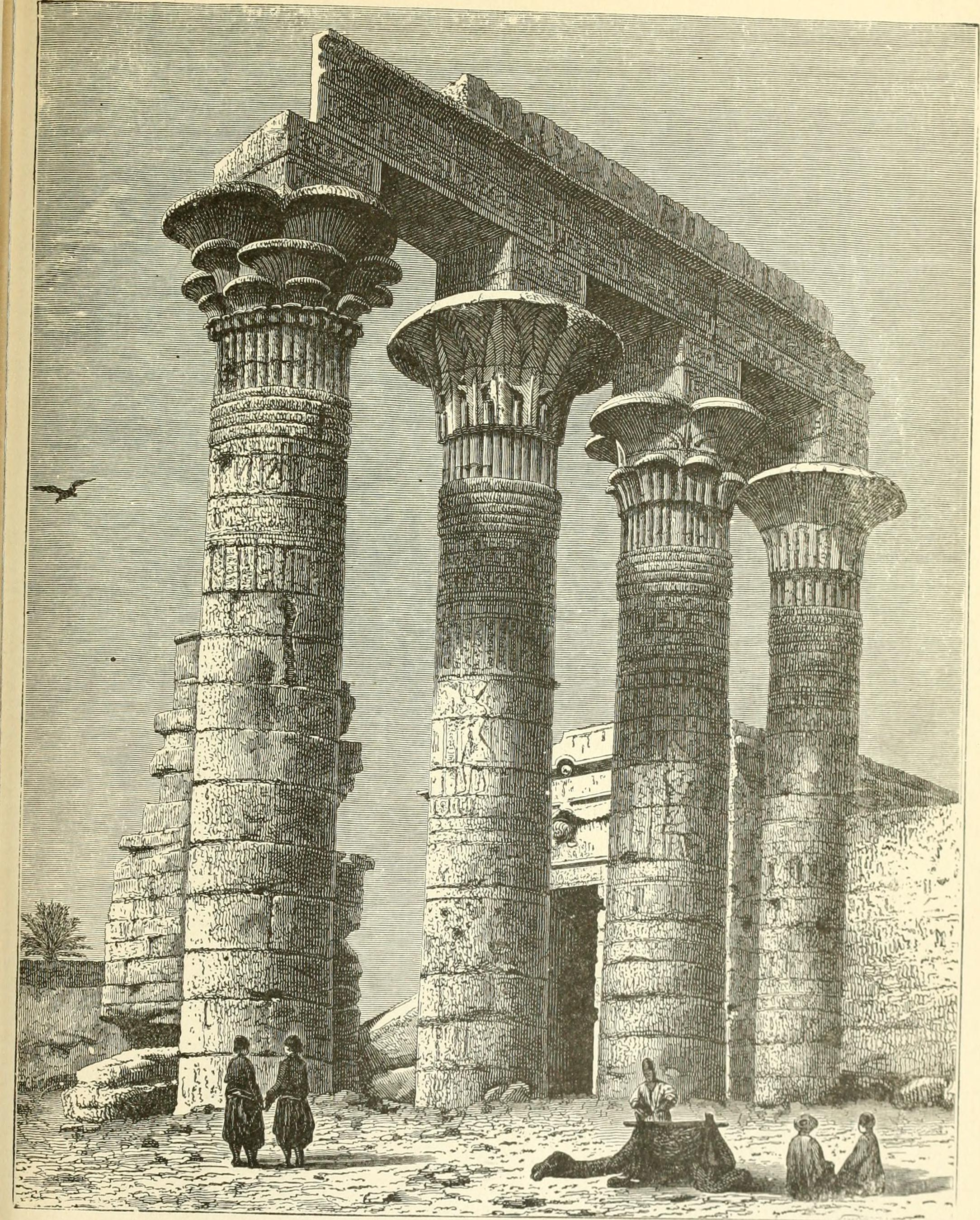
Le rovine del Tempio di Montu a Ermonti in un'incisione del 1885.